# 3. ŽNL Osječko-baranjska NS Osijek 2009./10.
Prvenstvo se igralo trokružno. Ligu je osvojila NK Mladost Čepinski Martinci i time se kvalificirala u 2. ŽNL Osječko-baranjsku NS Osijek.

## Tablica
| Mj. | Klub                         | Sus. | Pobj. | Nerj. | Por. | GR.   | Bod.       |
| --- | ---------------------------- | ---- | ----- | ----- | ---- | ----- | ---------- |
| 1.  | NK Mladost Čepinski Martinci | 24   | 19    | 1     | 4    | 91:29 | 58         |
| 2.  | NK Dunav Dalj                | 24   | 12    | 7     | 5    | 45:28 | 43         |
| 3.  | NK Radnički Dalj             | 24   | 13    | 4     | 7    | 58:52 | 43         |
| 4.  | NK Gibarac '95 Čokadinci     | 24   | 11    | 5     | 8    | 54:33 | 38         |
| 5.  | NK Erdut                     | 24   | 10    | 4     | 10   | 48:41 | 34         |
| 6.  | NK Klas Čepin                | 24   | 8     | 5     | 11   | 30:46 | 28 (-1) ↓1 |
| 7.  | NK Fortuna VNO Osijek        | 24   | 7     | 5     | 12   | 54:72 | 26         |
| 8.  | NK Goleo Dopsin              | 24   | 6     | 2     | 16   | 31:65 | 20         |
| 9.  | NK Palača                    | 24   | 3     | 5     | 16   | 30:75 | 14         |

## Rezultati
| Slobodan: NK Mladost Čepinski Martinci NK Radnički Dalj - NK Gibarac '95 Čokadinci 1:0 NK Erdut - NK Klas Čepin 0:2 NK Palača - NK Dunav Dalj 2:2 NK Goleo Dopsin - NK Fortuna VNO Osijek 1:2  | Slobodan: NK Fortuna VNO Osijek NK Dunav Dalj - NK Goleo Dopsin 3:0 NK Klas Čepin - NK Palača 3:0 NK Gibarac '95 Čokadinci - NK Erdut 1:2 NK Mladost Čepinski Martinci - NK Radnički Dalj 9:1 | Slobodan: NK Radnički Dalj NK Erdut - NK Mladost Čepinski Martinci 0:3 NK Palača - NK Gibarac '95 Čokadinci 0:0 NK Goleo Dopsin - NK Klas Čepin 1:1 NK Fortuna VNO Osijek - NK Dunav Dalj 0:0 |
| Slobodan: NK Dunav Dalj NK Klas Čepin - NK Fortuna VNO Osijek 2:1 NK Gibarac '95 Čokadinci - NK Goleo Dopsin 4:1 NK Mladost Čepinski Martinci - NK Palača 6:0 NK Radnički Dalj - NK Erdut 2:1  | Slobodan: NK Erdut NK Palača - NK Radnički Dalj 1:3 NK Goleo Dopsin - NK Mladost Čepinski Martinci 0:2 NK Fortuna VNO Osijek - NK Gibarac '95 Čokadinci 1:9 NK Dunav Dalj - NK Klas Čepin 1:1 | Slobodan: NK Klas Čepin NK Gibarac '95 Čokadinci - NK Dunav Dalj 2:0 NK Mladost Čepinski Martinci - NK Fortuna VNO Osijek 6:1 NK Radnički Dalj - NK Goleo Dopsin 2:4 NK Erdut - NK Palača 3:0 |
| Slobodan: NK Palača NK Goleo Dopsin - NK Erdut 1:0 NK Fortuna VNO Osijek - NK Radnički Dalj 1:1 NK Dunav Dalj - NK Mladost Čepinski Martinci 2:1 NK Klas Čepin - NK Gibarac '95 Čokadinci 0:0  | Slobodan: NK Gibarac '95 Čokadinci NK Mladost Čepinski Martinci - NK Klas Čepin 4:0 NK Radnički Dalj - NK Dunav Dalj 2:2 NK Erdut - NK Fortuna VNO Osijek 3:3 NK Palača - NK Goleo Dopsin 1:2 | Slobodan: NK Goleo Dopsin NK Fortuna VNO Osijek - NK Palača 4:0 NK Dunav Dalj - NK Erdut 2:1 NK Klas Čepin - NK Radnički Dalj 2:1 NK Gibarac '95 Čokadinci - NK Mladost Čepinski Martinci 1:1 |
| Slobodan: NK Mladost Čepinski Martinci NK Gibarac '95 Čokadinci - NK Radnički Dalj 10:1 NK Klas Čepin - NK Erdut 1:1 NK Dunav Dalj - NK Palača 3:2 NK Fortuna VNO Osijek - NK Goleo Dopsin 3:0 | Slobodan: NK Fortuna VNO Osijek NK Goleo Dopsin - NK Dunav Dalj 0:3 NK Palača - NK Klas Čepin 3:1 NK Erdut - NK Gibarac '95 Čokadinci 1:4 NK Radnički Dalj - NK Mladost Čepinski Martinci 1:3 | Slobodan: NK Radnički Dalj NK Mladost Čepinski Martinci - NK Erdut 3:1 NK Gibarac '95 Čokadinci - NK Palača 1:1 NK Klas Čepin - NK Goleo Dopsin 1:3 NK Dunav Dalj - NK Fortuna VNO Osijek 0:0 |
| Slobodan: NK Dunav Dalj NK Fortuna VNO Osijek - NK Klas Čepin 4:4 NK Goleo Dopsin - NK Gibarac '95 Čokadinci 1:3 NK Palača - NK Mladost Čepinski Martinci 1:3 NK Erdut - NK Radnički Dalj 3:3  | Slobodan: NK Erdut NK Radnički Dalj - NK Palača 3:1 NK Mladost Čepinski Martinci - NK Goleo Dopsin 3:1 NK Gibarac '95 Čokadinci - NK Fortuna VNO Osijek 1:4 NK Klas Čepin - NK Dunav Dalj 0:1 | Slobodan: NK Klas Čepin NK Dunav Dalj - NK Gibarac '95 Čokadinci 1:2 NK Fortuna VNO Osijek - NK Mladost Čepinski Martinci 0:4 NK Goleo Dopsin - NK Radnički Dalj 0:4 NK Palača - NK Erdut 1:2 |
| Slobodan: NK Palača NK Erdut - NK Goleo Dopsin 2:1 NK Radnički Dalj - NK Fortuna VNO Osijek 2:1 NK Mladost Čepinski Martinci - NK Dunav Dalj 5:2 NK Gibarac '95 Čokadinci - NK Klas Čepin 2:0  | Slobodan: NK Gibarac '95 Čokadinci NK Klas Čepin - NK Mladost Čepinski Martinci 1:5 NK Dunav Dalj - NK Radnički Dalj 2:1 NK Fortuna VNO Osijek - NK Erdut 1:2 NK Goleo Dopsin - NK Palača 2:1 | Slobodan: NK Goleo Dopsin NK Palača - NK Fortuna VNO Osijek 4:3 NK Erdut - NK Dunav Dalj 1:1 NK Radnički Dalj - NK Klas Čepin 2:0 NK Mladost Čepinski Martinci - NK Gibarac '95 Čokadinci 6:2 |
| Slobodan: NK Mladost Čepinski Martinci NK Gibarac '95 Čokadinci - NK Palača 1:1 NK Dunav Dalj - NK Goleo Dopsin 6:1 NK Radnički Dalj - NK Klas Čepin 4:0 NK Erdut - NK Fortuna VNO Osijek 4:1  | Slobodan: NK Fortuna VNO Osijek NK Klas Čepin - NK Erdut 0:3 NK Goleo Dopsin - NK Radnički Dalj 1:3 NK Palača - NK Dunav Dalj 2:1 NK Mladost Čepinski Martinci - NK Gibarac '95 Čokadinci 1:0 | Slobodan: NK Gibarac '95 Čokadinci NK Dunav Dalj - NK Mladost Čepinski Martinci 2:0 NK Radnički Dalj - NK Palača 7:0 NK Erdut - NK Goleo Dopsin 6:0 NK Fortuna VNO Osijek - NK Klas Čepin 2:1 |
| Slobodan: NK Klas Čepin NK Goleo Dopsin - NK Fortuna VNO Osijek 2:3 NK Palača - NK Erdut 2:6 NK Mladost Čepinski Martinci - NK Radnički Dalj 4:0 NK Gibarac '95 Čokadinci - NK Dunav Dalj 1:0  | Slobodan: NK Dunav Dalj NK Radnički Dalj - NK Gibarac '95 Čokadinci 1:0 NK Erdut - NK Mladost Čepinski Martinci 5:2 NK Fortuna VNO Osijek - NK Palača 7:2 NK Klas Čepin - NK Goleo Dopsin 3:1 | Slobodan: NK Goleo Dopsin NK Palača - NK Klas Čepin 1:2 NK Mladost Čepinski Martinci - NK Fortuna VNO Osijek 6:2 NK Gibarac '95 Čokadinci - NK Erdut 2:0 NK Dunav Dalj - NK Radnički Dalj 2:2 |
| Slobodan: NK Radnički Dalj NK Erdut - NK Dunav Dalj 0:1 NK Fortuna VNO Osijek - NK Gibarac '95 Čokadinci 4:6 NK Klas Čepin - NK Mladost Čepinski Martinci 3:2 NK Goleo Dopsin - NK Palača 3:3  | Slobodan: NK Palača NK Mladost Čepinski Martinci - NK Goleo Dopsin 5:2 NK Gibarac '95 Čokadinci - NK Klas Čepin 1:2 NK Dunav Dalj - NK Fortuna VNO Osijek 5:2 NK Radnički Dalj - NK Erdut 4:1 | Slobodan: NK Erdut NK Fortuna VNO Osijek - NK Radnički Dalj 4:7 NK Klas Čepin - NK Dunav Dalj 0:3 NK Goleo Dopsin - NK Gibarac '95 Čokadinci 3:1 NK Palača - NK Mladost Čepinski Martinci 1:7 |